# Orestiwka
Orestiwka (ukr. Орестівка) – wieś na Ukrainie, w obwodzie czerniowieckim, w rejonie dniestrzańskim. Liczy 489 mieszkańców.